# Onisimus edwardsi
Onisimus edwardsi är en kräftdjursart som först beskrevs av Henrik Nikolai Krøyer 1846.  Onisimus edwardsi ingår i släktet Onisimus och familjen Uristidae. Inga underarter finns listade i Catalogue of Life.